# 소녀와 난파선
"소녀와 난파선"은 2017년에 개봉한 대한민국의 영화이다.

## 등장 인물
- 김하늘담은
- 김대성
- 조광현
- Jordan Matter
- 김진기